# Egilsstaðir
Egilsstaðir è una città dell'est dell'Islanda sulle sponde del fiume Lagarfljót, con una popolazione di circa 2 520 abitanti.
La città è giovane, anche per gli standard islandesi dove l'urbanizzazione è una tendenza piuttosto recente in rapporto all'Europa continentale. È stata fondata nel 1947 per il raggruppamento dei distretti rurali che si andavano avvicinando tra loro e che sentivano il bisogno di un centro di servizi per la regione. È stato così scelto un piazzamento sul terreno della fattoria Egilsstaðir (dalla quale la città trae il nome) vicino al ponte sul fiume Lagarfljót, perché è un punto dove tutte le vie della regione si incontrano: la strada n. 1 così come le principali vie verso i fiordi dell'est.
Oggi, Egilsstaðir si è ingrandita fino a diventare la più grande città dell'Austurland, la regione dell'Islanda orientale, ed ospita i principali servizi, trasporti e centri amministrativi della regione. La città possiede un aeroporto, un'università e un ospedale. La città dovrebbe continuare ad espandersi nei prossimi anni in conseguenza del boom economico atteso nella regione, collegato ai progetti di produzione di energia idroelettrica a Kárahnjúkar e di una fonderia d'alluminio dell'Alcoa a Reyðarfjörður.